# Radiohead
Radiohead är ett brittiskt alternativt rockband från Abingdon, Oxfordshire, bildat 1985. Bandet består av Thom Yorke (sång, gitarr, piano), Jonny Greenwood (leadgitarr, keyboard, andra instrument), Colin Greenwood (elbas), Phil Selway (trummor, percussion, bakgrundssång) och Ed O'Brien (gitarr, bakgrundssång).
Radiohead släppte debutsingeln ”Creep” 1992. Den blev en stor hit världen över efter utgivningen av bandets debutalbum Pablo Honey (1993). Radioheads popularitet ökade i Storbritannien ännu mer efter att det andra albumet, The Bends, släpptes 1995. Radioheads tredje album, OK Computer (1997), gav bandet ett stort internationellt erkännande; med ett expansivt sound och teman som modern alienation, är OK Computer av många ansett som ett av de viktigaste albumen under 1990-talet, samt som ett av de bästa albumen genom tiderna.
De två följande albumen, Kid A (2000) och Amnesiac (2001), fortsatte bandets utveckling och förändring av musikstil, då de började låta sig influeras av bland annat elektronisk musik, krautrock och jazz. Hail to the Thief (2003), en mix av piano- och gitarrock, electronica, och krigsinspirerade låttexter, blev Radioheads sista album med skivbolaget EMI. Deras sjunde album In Rainbows från 2007 släpptes ursprungligen som digital nedladdning på deras webbsida där köparna själva fick välja hur mycket de ville betala. Albumet möttes av goda recensioner av kritiker och höga listpositioner. 2011 års The King of Limbs var en slags utforskning inom rytm och mer tysta strukturer, och släpptes även det självständigt utan skivbolag. Radioheads senaste verk är A Moon Shaped Pool, släppt 2016. Albumet är sorgligare och kännetecknas av mer orkestrala och ambienta inslag än tidigare album.
Radiohead har sålt över 30 miljoner album världen över. Bandets verk placerar sig högt på både lyssnarundersökningar och topplistor av kritiker över de bästa musikerna under 1990- och 2000-talet. År 2011 rankades Radiohead av tidningen Paste som Storbritanniens tredje bästa band någonsin, endast slagna av The Beatles och The Rolling Stones. 2005 rankades de på plats nummer 73 på Rolling Stones lista ”The Greatest Artists of All Time”; Jonny Greenwood (48:e) och O'Brien fanns båda med på Rolling Stones lista över världens bästa gitarrister, och Yorke (66:e) på deras lista över världens bästa sångare. År 2009 röstade Rolling Stones läsare fram Radiohead som 2000-talets näst bästa band, endast slagna av Green Day. Radiohead blev år 2019 inröstade i Rock and Roll Hall of Fame.

## Historia

### 1985–91: Bildandet och de första åren

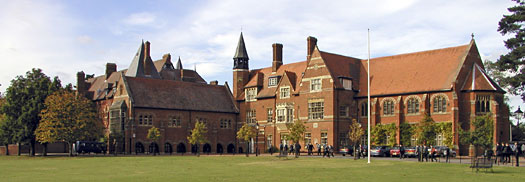
Abingdon School, där bandet bildades.

Medlemmarna i Radiohead möttes under studiegången vid Abingdon School, en privatskola för pojkar i Abingdon, Oxfordshire. Thom Yorke och Colin Greenwood gick i samma årskurs, Ed O'Brien och Phil Selway var ett år äldre, och Jonny Greenwood var två år yngre än brodern Colin. 1985 bildade de bandet ”On a Friday”, vars namn refererade till bandets återkommande repetitionsdag i skolans musiksal. Jonny Greenwood, som tidigare varit med i bandet ”Illiterate Hands”, tillsammans med Nigel Powell och Thom Yorkes bror Andy, var den siste som gick med i bandet. Gruppen spelade sitt första gig under sena 1986 vid Oxfords Jericho Tavern; Jonny Greenwood var från början munspelare och keyboardist, men blev senare bandets förstegitarrist.
Trots att Yorke, O'Brien, Selway och Colin Greenwood lämnade Abingdon 1987 för studier på universitet, fortsatte On a Friday att repetera under helger och högtider. 1991, när alla medlemmar utom Jonny hade avslutat sina universitetsstudier, omgrupperade On a Friday, började spela in demos såsom Manic Hedgehog, och spelade live runtom i Oxford på platser som Jericho Tavern. Oxfordshire, tillsammans med övriga regioner kring Themsen, hade en aktiv independent-scen under det sena 1980-talet, den fokuserade dock mest på shoegazingband, såsom Ride och Slowdive.
Allteftersom On a Fridays livespelningar blev fler och fler började skivbolag och musikproducenter bli intresserade. Chris Hufford, Slowdives producent och delägaren till Oxford's Courtyard Studios, infann sig på en av On a Fridays tidiga konserter på Jericho Tavern. Då han blev imponerad av bandets framförande bestämde sig han och partnern Bryce Edge att producera ett demoband, och blev On a Fridays managers; något de fortsatt vara till idag. Efter ett möte mellan Colin Greenwood och EMI:s A&R-representant på skivbutiken där Greenwood arbetade, skrev On a Friday på ett kontrakt för sex album med skivbolaget under sena 1991. På begäran av EMI bytte bandet namn till ”Radiohead”, vilket togs från låten ”Radio Head” från Talking Heads-albumet True Stories (1986).

### 1992–95:Pablo Honey,The Bendsoch tidiga framgångar

BBC Radio 1 svartlistade singeln ”Creep”, då den ansågs vara ”för deprimerande”.

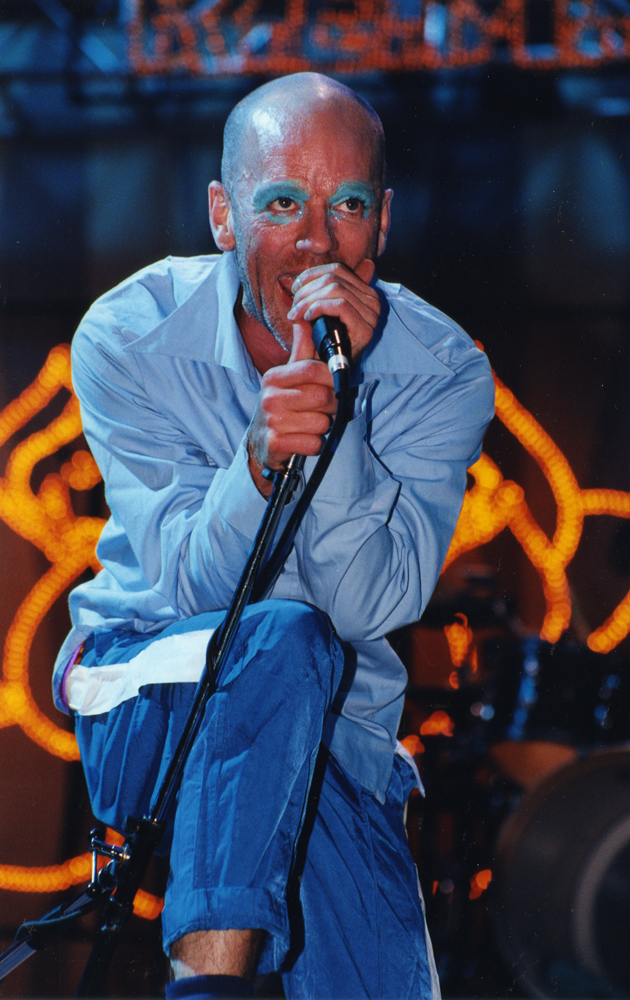
R.E.M-sångaren Michael Stipe har sagt sig vara ett stort fan av Radiohead.

Radiohead spelade in sin debututgivning, EP:n Drill, med Chris Hufford och Bryce Edge vid Courtyard Studios. EP:n släpptes i maj 1992, och gjorde inget större intryck på topplistorna. Bandet anlitade då Paul Kolderie och Sean Slade, som tidigare arbetat med de amerikanska indiebanden Pixies och Dinosaur Jr., för att producera deras debutalbum, som spelades in under en kort period 1992 i en studio i Oxford. Resulterande i utgivningen av singeln ”Creep” senare samma år började Radiohead uppmärksammas i den brittiska musikpressen, vilket inte bara var till deras fördel. NME beskrev dem som ”en ryggradslös ursäkt till ett rockband”, och ”Creep” svartlistades av BBC Radio 1 då den ansågs vara ”för deprimerande”.
Radiohead släppte debutalbumet Pablo Honey i februari 1993. Det nådde som högst en 22:a-placering på den brittiska albumlistan, och ”Creep” tillsammans med dess efterföljande singlar ”Anyone Can Play Guitar” och ”Stop Whispering” lyckades inte bli några större hits. ”Pop Is Dead”, en singel som släpptes utan att medverka på något album, sålde lika dåligt. Vissa kritiker jämförde bandets tidiga stil med vågen av grungemusik under det tidiga 1990-talet, och gav de smeknamnet ”Nirvana-lite”, och Pablo Honey misslyckades med att göra ett intryck, såväl kritiskt som kommersiellt, då det först släpptes. Trots delade influenser med gitarrdrivna akter, och viss uppmärksamhet för Yorkes falsettsång, turnerade Radiohead endast till brittiska universitet och klubbar.
Under de första månaderna 1993 började Radiohead dra till sig lyssnare på annat håll. ”Creep” hade spelats flitigt på israelisk radio av den inflytelserike diskjockeyn Yoav Kutner, och i mars, efter att låten blivit en hit i landet, blev Radiohead inbjudna till Tel Aviv för att för första gången hålla en livespelning utanför Storbritannien. Vid ungefär samma tidpunkt började den alternativa San Francisco-baserade radiokanalen KITS spela ”Creep”. Så småningom började ett antal andra radiostationer längs USA:s västkust att göra samma sak. Vid tiden att Radiohead påbörjade sin första turné i Nordamerika i juni 1993, spelades musikvideon till ”Creep” dagligen på MTV. Låten nådde på en andraplacering på den amerikanska topplistan Modern Rock Tracks, gick in på de lägre placeringarna på Top 40-poplistan, och nådde till slut nummer 7 på den brittiska singellistan efter att EMI omlanserat låten i september samma år.
Singelns oväntade uppmärksamhet i USA resulterade i att EMI blev tvungna att komma på nya marknadsföringsplaner, vilket ledde till att bandet åkte fram och tillbaka mellan kontinenterna, och spelade över 150 konserter under 1993. De stora påfrestningarna av den plötsliga succén i och med att Pablo Honey-turnén utökades till sitt andra år ledde nästan till att bandet splittrades. Bandmedlemmarna beskrev förhållandena under turnén som svåra att anpassa sig till, och sade mot slutet att de ”fortfarande spelar samma låtar som [de hade] spelat in två år tidigare… som att vara fast i en tidsresa,” då de var ivriga med att börja arbeta på nya låtar.
Radiohead började arbeta på sitt andra album 1994, och anställde då veteranproducenten John Leckie från Abbey Road Studios. Förväntningarna var höga att de skulle leverera en uppföljare som skulle matcha succén med ”Creep”. Då bandmedlemmarna överrepeterat materialet kändes inspelningarna något obekväma. Då de sökte ett miljöombyte började de turnera i östra Asien, Australasien och Mexiko som ett försök att dämpa påfrestningarna, vilket ledde till att de fann ett större självförtroende när de framförde sin musik live. I samband med att han blev besvärad av den ökade berömmelsen blev Yorke besviken av att vara ”på spetsen av den sexiga, kaxiga, MTV-ögongodis-livsstilen” han kände att han hjälpte till med att sälja till världen.
Bandets reaktion blev EP- och singelutgivningen My Iron Lung under sena 1994, som markerade en vändning mot det större djupet som de siktade på med sitt andra album. Då den marknadsfördes genom alternativa radiostationer såld singeln bättre än vad som förväntats, och för första gången antogs det att bandet hade funnit en lojal beundrarskara. Efter att de introducerat ett antal låtar under turnén, avslutade Radiohead inspelningen av det andra studioalbumet vid årets slut, och släppte The Bends i mars 1995. Albumet drevs av tydliga gitarriff och en graciös atmosfär från bandets tre gitarrister, och med ett större användande av keyboards än i debutalbumet. Det erhöll också godare recensioner för både låtskrivandet och framförandet.
Medan Radiohead sågs som outsiders till den britpop-scen som dominerade medias uppmärksamhet vid den tiden, ledde The Bends till bandets efterlängtade framgångar i hemlandet, samtidigt som singlar som ”Fake Plastic Trees”, ”High and Dry”, ”Just”, och ”Street Spirit (Fade Out)” tog sig in på de brittiska topplistorna; den sistnämnda låten placerade Radiohead för första gången på en top fem-placering. 1995 började Radiohead igen turnera i Nordamerika och Europa, denna gången tillsammans med R.E.M, en av deras tidigare influenser och ett av dåtidens största rockband. Uppmärksamheten som skapades av bandets berömda fans, såsom Michael Stipe, tillsammans med distinkta musikvideor för ”Just” och ”Street Spirit (Fade Out)”, hjälpte till att bibehålla Radioheads popularitet utanför Storbritannien.
Radioheads växande fanbase var dock otillräcklig för att de skulle lyckas repetera den kommersiella globala succén de hade med ”Creep”. ”High and Dry” blev en blygsam hit, men The Bends nådde som högst en 88:e-placering på den amerikanska albumlistan, vilket än idag kvarstår som bandets lägsta placering på den listan. Radiohead var dock nöjda med albumets mottagande. Jonny Greenwood sade: ”Jag tror att vändpunkten för oss kom ungefär nio till tolv månader efter att The Bends släpptes och den började medverka på folks [best of]-listor vid årets slut. Det är när det började kännas som att vi hade gjort rätt val med att vara ett band.”

### 1996–98:OK Computer, berömmelse och kritiska hyllningar

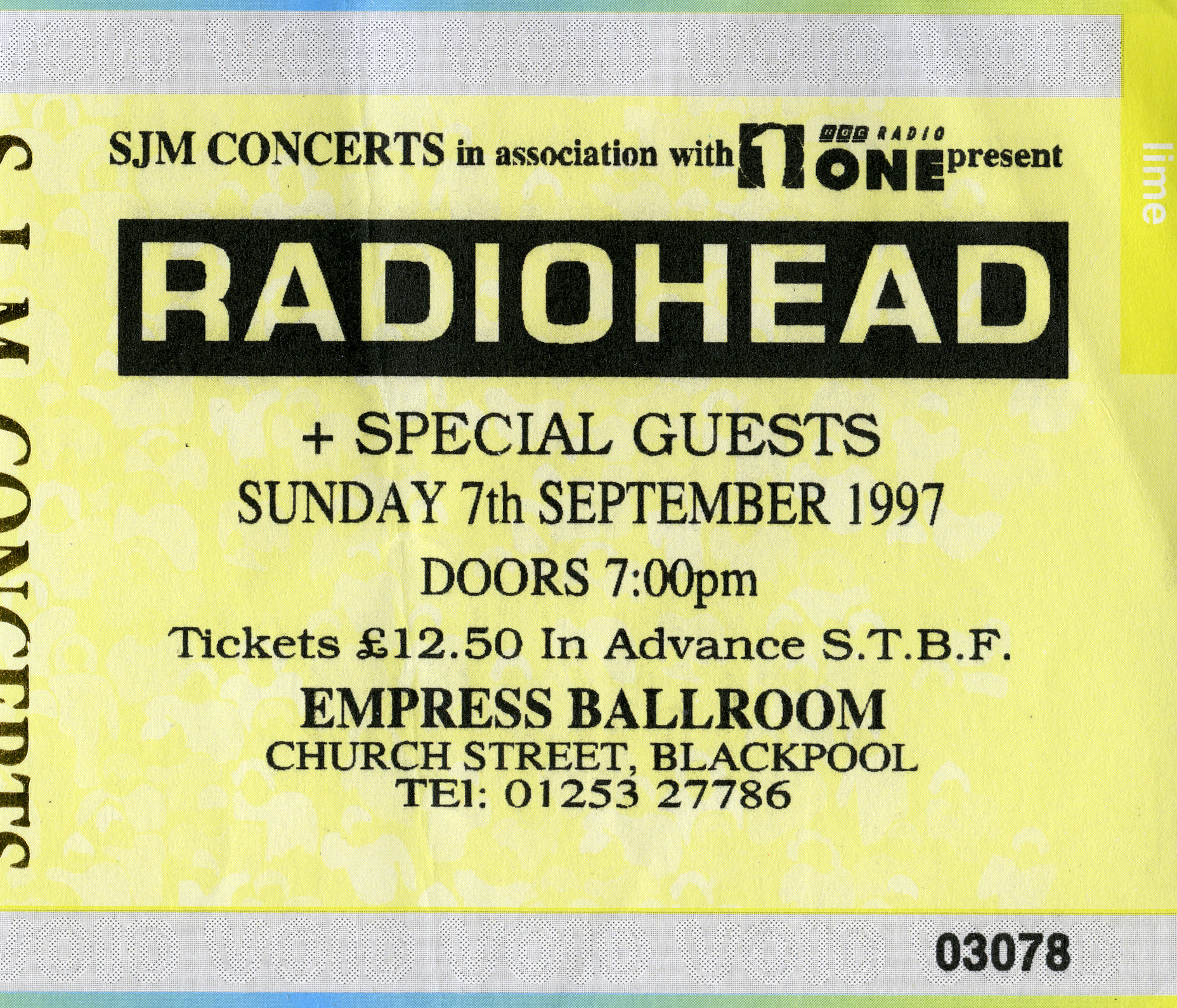
Biljett till en av Radioheads konserter i Blackpool 1997.

I slutet av 1995 hade Radiohead redan spelat in en av låtarna till det som senare skulle bli deras nästa album. ”Lucky”, som släpptes som singel för att främja välgörenhetsalbumet The Help Album, kom som ett resultat av en kortvarig session med Nigel Godrich, en ung ljudtekniker som hade assisterat vid inspelningarna av The Bends samt producerat en av bandets B-sidor, ”Talk Show Host”, 1996. Bandet bestämde sig för att producera nästa album med hjälp av Godrich, och började arbeta i början av 1996. I juli samma år hade de hunnit spela in fyra låtar i sin repetitionsstudio, Canned Applause, ett renoverat äppelskjul i närheten av Didcot, Oxfordshire.
I augusti 1996 turnerade Radiohead som förband till Alanis Morissette, med syftet att finslipa sina nya låtar innan de avslutade inspelningen av albumet. De återupptog senare till inspelningarna, fortfarande inte i någon traditionell musikstudio, utan istället i St. Catherine’s Court, en herrgård från 1400-talet nära Bath, Somerset. Inspelningstillfällena beskrevs som avslappnade, där bandet spelade under hela dagarna, spelade in låtar i olika rum, samt lyssnade på The Beatles, DJ Shadow, Ennio Morricone och Miles Davis för inspiration. Radiohead bidrog med ”Talk Show Host”, likväl som den nyligen inspelade låten ”Exit Music (For a Film)”, till Baz Luhrmanns tolkning av Romeo + Juliet senare samma år. Den större delen av resten av albumet färdigställdes mot slutet av 1996, och i mars 1997 var albumet färdigmixat och bearbetat.
Radiohead släppte sitt tredje album, OK Computer, i juni 1997. Albumet bestod till största delen av melodiska rocklåtar, men innehöll också låtar där bandet experimenterade med olika strukturer och som influerades av mera ambient musik, avantgarde och electronica, vilket fick tidningen Rolling Stone att kalla albumet ett ”fantastisk konststycke inom konstnärlig rock.” Radiohead förnekade allt samröre med den progressiva rock-genren. Kritiker under mitten av 90-talet började dock jämföra bandets musik med Pink Floyd, ett band vars tidiga verk varit en stor influens för Greenwoods gitarrspel vid den tiden. Vissa jämförde tematiken i OK Computer med Pink Floyds bästsäljare The Dark Side of the Moon (1973). Thom Yorke hävdade dock att albumets texter inspirerats av dåtidens ”snabbhet” i världen. Yorkes sångtexter, som ändrade form drastiskt, hade uttryckt något som en tidning kallade ”slutet-på-milleniet-blues” (”end-of-the-millennium blues”) till skillnad från The Bends mer personliga låtar. OK Computer möttes av ett stort kritiskt erkännande, och Yorke medgav att han var ”överraskad att det fick den reaktion det fick. Ingen av oss visste över huvud taget om den var bra eller dålig. vad som verkligen chockade mig var faktumet att folk faktiskt fattade allt, alla strukturer och ljud och atmosfären vi försökte skapa.”
OK Computer var bandets första album att ta sig upp på förstaplatsen på den brittiska albumlistan, vilket innebar att Radiohead gjorde kommersiell succé över hela världen. Bortsett från att det placerades högst som nummer 21 på den amerikanska albumlistan, möttes albumet av ett stort mainstreamerkännande i USA, och resulterade i bandets första Grammys: En vinst för ”Bästa alternativa album” och en nominering för ”Årets album”. ”Paranoid Android”, ”Karma Police” och ”No Surprises” släpptes som singlar från albumet, av vilka ”Karma Police” var mest framgångsrik internationellt.
Utgivningen av OK Computer följdes av världsturnén ”Against Demons”. Grant Gee, som regisserat musikvideon till ”No Surprises”, följde med bandet och filmade turnén. Materialet släpptes sedan som en dokumentär 1999 med namnet Meeting People Is Easy. Filmen porträtterar bandets missöden med musikindustrin och pressen, och visar bandets ”burnout” som skedde från deras första turnédatum under mitten av 1997, som fortsatte till mitten av 1998, nästan ett år senare. Filmen är också känd för att ha dokumenterat tidiga versioner av låtar som antingen släpptes flera år senare, eller som aldrig givits ut, såsom ”How to Disappear Completely”, ”Life in a Glasshouse”, ”I Will” och ”Nude”. Filmen gick upp på olika festivaler under, såsom 1999 års upplaga av Maryland Film Festival, och gick upp i begränsad upplaga på biografer i utvalda städer. Under samma tid släppte bandet också musikvideosamlingen 7 Television Commercials, såväl som två EP-skivor: Airbag / How Am I Driving? och No Surprises/Running from Demons, som innefattade B-sidorna till singlarna från OK Computer.

### 1999–2001:Kid A,Amnesiacoch ändrat sound

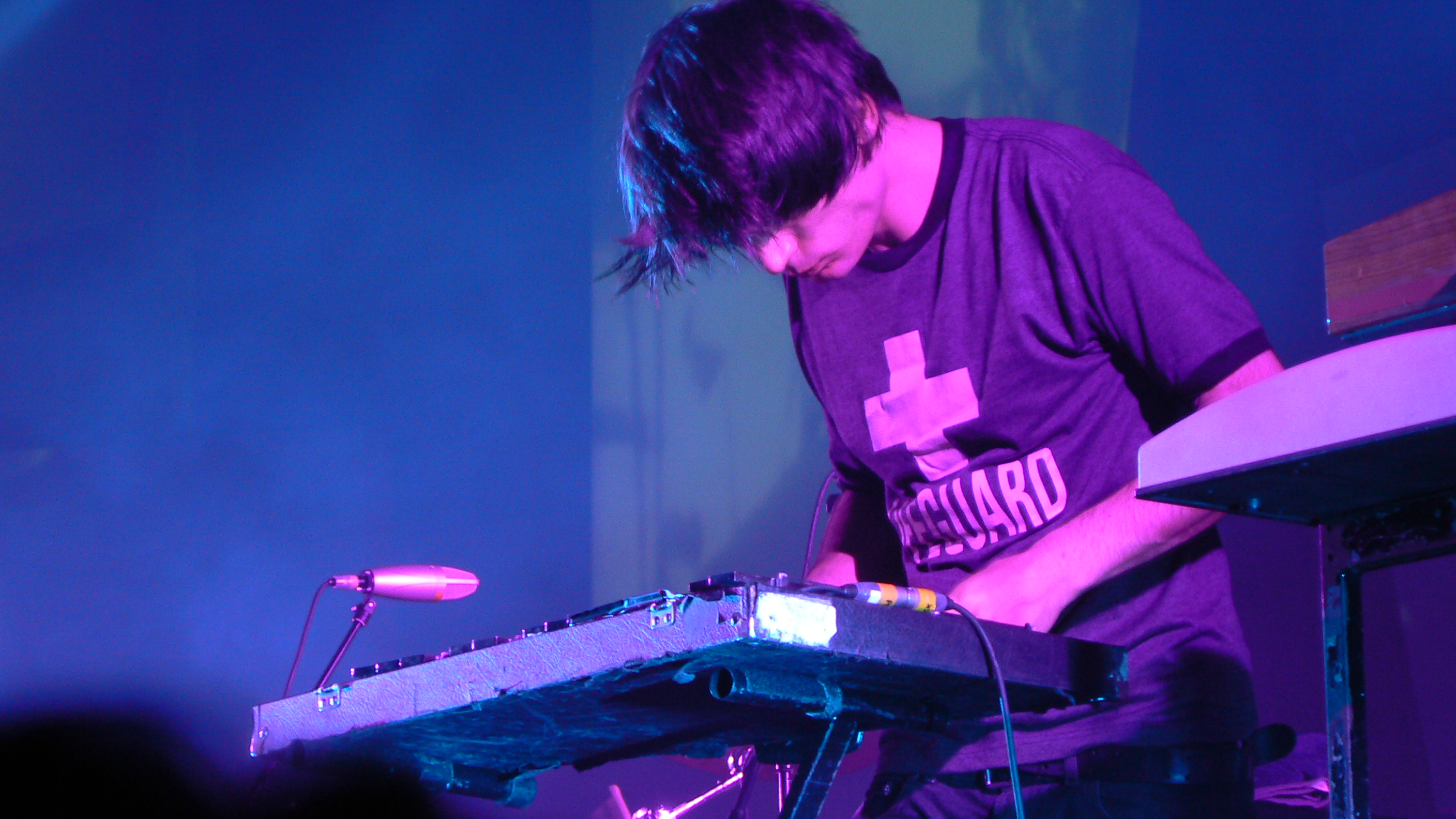
Jonny Greenwood har använt ett stort antal instrument, såsom detta klockspel, under livekonserter och inspelningar.

Radiohead var till störst del inaktiva efter turnén som varade mellan 1997 och 1998; vid dess slutskede var deras enda offentliga framträdande vid en Amnesty International-konsert i Paris. Yorke medgav senare att bandet var mycket nära att splittras under den perioden, och att han hade utvecklat en svår depression. Under tidiga 1999 började Radiohead arbeta på det som skulle komma att bli uppföljaren till OK Computer. Trots att det inte längre fanns någon särskild press eller ens en deadline från skivbolaget, var spänningarna vid denna tidpunkt höga. Bandmedlemmarna hade alla olika visioner för Radioheads framtid, och Yorke led av skrivkramp, vilket influerade honom mot en mer abstrakt och fragmenterad form av låtskrivande. Radiohead isolerade sig själva tillsammans med producenten Nigel Godrich i olika studior i Paris, Köpenhamn, och Gloucester, samt i sin nybyggda studio i Oxford. Så småningom kom medlemmarna överens om den nya musikaliska inriktningen, och omgrupperade de instrumentella rollerna inom bandet. I april 2000, nästan 18 månader senare, färdigställdes Radioheads inspelningar.
I oktober 2000 släppte Radiohead sitt fjärde album, Kid A, det första av två album som kom att bli resultat av dessa inspelningar. Snarare än att vara en stilistisk uppföljare till OK Computer präglades Kid A av en mer minimalistisk och strukturerad stil, med större instrumentell variation. Instrument som användes var till exempel Ondes Martenot, förprogrammerade elektroniska beats, stråkar, och jazzinstrument. Albumet gick upp som nummer ett i många länder, inklusive USA, där dess första placering på Billboard-listan gav Radioheads första förstaplacering i landet, och var det första brittiska album att bli nummer ett i USA sedan Spice Girls 1996. Succén tillskrevs ett antal olika faktorer; bland annat marknadsföring, att albumet läckts på fildelningsnätverket Napster ett antal månader innan den officiella utgivningen, samt till de höga förväntningarna som följde den enorma succén med OK Computer. Det släpptes förvisso inga singlar från Kid A, dock släpptes låtarna ”Optimistic” och ”Idioteque” som promosinglar, som spelades flitigt på olika radiostationer. Det släpptes också en serie korta delar av musikvideor, även kallade ”blips”, på olika musikkanaler, såväl som gratis på internet. Bandmedlemmarna hade läst Naomi Kleins bok om antiglobalisering, No Logo, under inspelningarna, och bestämde sig då för att fortsätta turnera i Europa under sommaren 2000 i ett specialbyggt tält fritt från reklam och dylikt. De promotade också Kid A med tre utsålda konserter i Nordamerika.
Kid A vann en Grammy för ”Bästa alternativa album”, samt en nominering i kategorin ”Årets album” under tidiga 2001. Det fick ta emot både kritik och hyllningar inom olika indiekretsar för att ha anammat en musikalisk undergroundstil; vissa brittiska mainstreamkritiker såg Kid A som ett ”kommersiellt självmordsbrev”, och stämplade det som ”avsiktligt komplicerat” och som en längtan tillbaka till bandets tidigare stil. Radioheads fans var lika splittrade; bortsett från de som stod bestörta och förbryllade fanns det många som såg albumet som bandets bästa verk dittills. Yorke förnekade dock att Radiohead hade menat att undvika de kommersiella förväntningarna, och sade att ”jag blev verkligen, verkligen chockad av hur dåligt [Kid A] sågs som… eftersom musiken inte är så svår att greppa. Vi försöker inte vara svåra… Vi försöker faktiskt kommunicera, men någonstans längs vägen verkar vi bara göra en massa människor förbannade… Vad vi gör är inte så pass avancerat.”
I juni 2001 släpptes albumet Amnesiac, som innehöll ytterligare låtar från inspelningarna till Kid A. Radioheads musikaliska stil på dessa låtar var liknande den blandning av de elektroniska och jazzliknande influenser som tidigare visats på Kid A, dock mer gitarrdrivet. Albumet kom att bli en världssuccé, såväl kritiskt som kommersiellt, och toppade den brittiska albumlistan, nådde nummer två i USA, blev nominerad till en Grammy samt till Mercury Music Prize. Efter att Amnesiac släppts drog bandet ut på en världsturné, som sträckte sig över Nordamerika, Europa och Japan. Medan ”Pyramid Song” och ”Knives Out”, Radioheads första utgivna butikssinglar sedan 1998, gjorde ett blygsamt intryck, och ”I Might Be Wrong” planerades bli albumets tredje singel, ledde turnén till Radioheads första livealbum. I Might Be Wrong: Live Recordings, som släpptes i november 2001, innehöll framföranden av sju låtar från Kid A och Amnesiac, samt den tidigare outgivna akustiska låten ”True Love Waits”.

### 2002–04:Hail to the Thiefoch uppbrott från EMI
Under juli och augusti 2002 turnerade Radiohead i Portugal och Spanien, där de spelade ett antal nyskrivna låtar. De ägnade sedan två veckor i en studio i Los Angeles tillsammans med Nigel Godrich till att spela in nytt material, och spelade in ett ytterligare antal låtar i Oxford, där bandet fortsatte arbeta ända inpå nästa år. Radioheads medlemmar beskrev inspelningsprocessen som avslappnad, till skillnad från de med påfrestande inspelningssessionerna till Kid A och Amnesiac. Bandets sjätte album, Hail to the Thief, släpptes i juni 2003. Albumet innehöll blandade sound från hela bandets karriär, såväl som en kombination av gitarrdriven rock med elektroniska influenser samt dagsaktuella texter av Yorke. Hail to the Thief möttes av en kommersiell succé. Det gick direkt upp som listetta i Storbritannien, munner tre på Billboard-listan, och kom sedan att sälja platina i Storbritannien och guld i USA. Albumets singlar: ”There There”, ”Go to Sleep” och ”2 + 2 = 5”, spelades alla relativt mycket på moderna rockstationer. Vid Grammy Awards 2003 blev Radiohead igen nominerade i kategorin ”Bästa alternativa album”, medan producenten Godrich och teknikern Darrel Thorp vann pris i kategorin ”Best Engineered Album”.
Yorke förnekade anklagelserna om att titeln Hail to the Thief skulle vara en kommentar till det kontroversiella presidentvalet i USA 2000, och förklarade att han först hört frasen i en diskussion om amerikanska politiker under 1800-talet på BBC Radio 4. Yorke sade att hans texter hade påverkats av nyhetsrapporteringar om krig under 2001 och 2002 och ”känslan att vi går in i en tid av intolerans och rädsla där styrkan att uttrycka oss själva i en demokrati och få våra röster hörda tagits ifrån oss” men sade att ”[Radiohead] skrev inte ett protestalbum, vi skrev inte ett politiskt album.” Efter utgivningen av Hail to the Thief drog Radiohead ut på en världsturné i maj 2003, vilket inkluderade att vara huvudakt vid Glastonburyfestivalen. Turnén avslutades i maj 2004 med ett framträdande på Coachellafestivalen. Under turnéns gång släppte bandet COM LAG (2plus2isfive), en EP innehållande den största delen av bandets B-sidor vid den tiden.

### 2005–08:In Rainbows, soloarbete och ”betala vad ni vill”

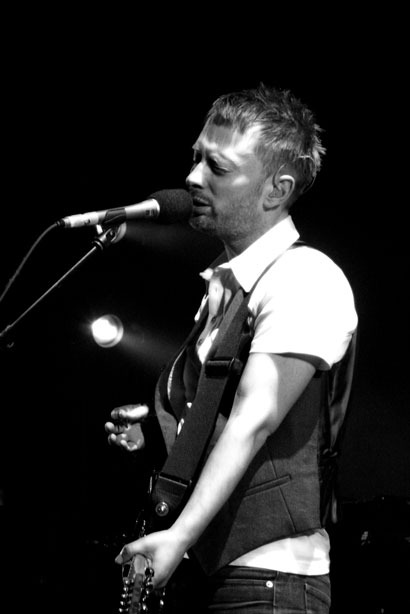
Thom Yorke under en konsert med Radiohead 2006.

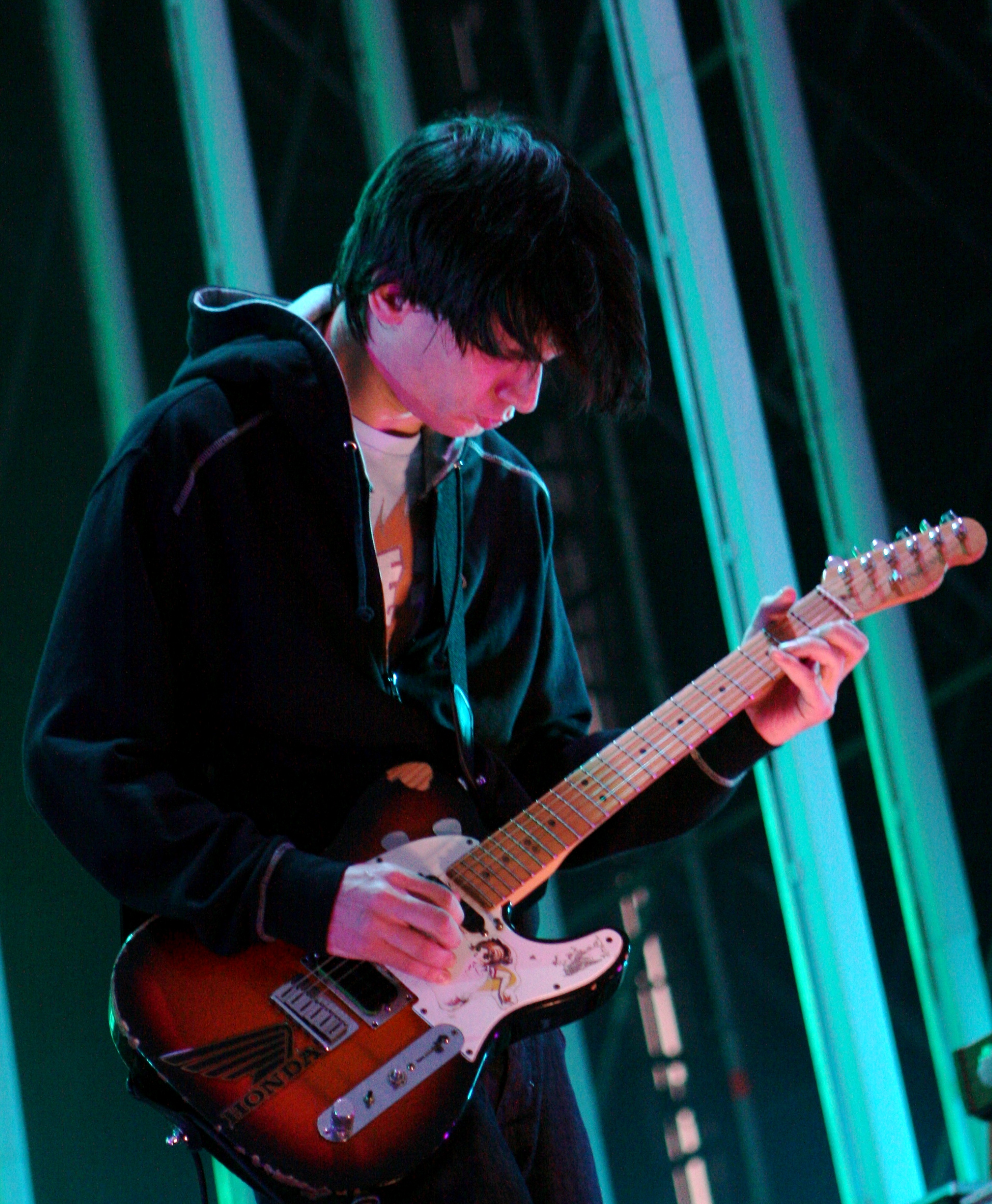
Jonny Greenwood under en konsert i Barcelona 2008.

När turnén som följde Hail to the Thief var avslutad gjorde Radiohead ett tillfälligt avbrott, för att ge bandmedlemmarna möjlighet att tillbringa mer tid med sina respektive familjer. Yorke släppte sitt solodebutalbum The Eraser 2006, medan Jonny Greenwood arbetade med soundtracks till filmerna Bodysong (2004) och There Will Be Blood (2007).
Radiohead började arbeta på sitt sjunde album i februari 2005. I september samma år spelade bandet in låten ”I Want None of This” till välgörenhetsalbumet Help!: A Day in the Life. Albumet såldes online, och trots att den inte släpptes som singel blev ”I Want None of This” den mest nedladdade låten på albumet. Radiohead hade redan påbörjat inspelningen av deras nästa album på egen hand, och senare med producenten Spike Stent. Efter att ha turnerat i Europa och Nordamerika och under turnéns gång debutspelat 13 nya låtar återgick de dock till arbetet med Nigel Godrich mot slutet av 2006 i London, Oxford och ett antal platser runtom i Somerset, England. Arbetet avslutades i juni 2007 och inspelningarna mastrades nästföljande månad.
Radioheads sjunde studioalbum, In Rainbows, släpptes som digital nedladdning genom bandets hemsida i oktober 2007, där kunderna fick betala den summa de själva ansåg var lämplig (”pay what you want”), vilket också innebar att man i praktiken egentligen inte behövde betala alls; allt som stod på hemsidan var ”det är upp till dig” (”it's up to you”). Efter att bandets så plötsligt annonserat utgivningen av albumet, endast tio dagar innan den släpptes, fick deras ovanliga försäljningsstrategi stor uppmärksamhet inom musikindustrin. Under första dagen efter att albumet släppts rapporterades det att 1,2 miljoner nedladdningar sålts. Bandets managers hade dock inte släppt några officiella försäljningssiffror utan hävdade att internetdistributionen endast var till för att skynda på den kommande butiksförsäljningen av albumet. Colin Greenwood beskrev internetlanseringen som ett sätt att undvika de mer ”normativa spellistorna” och ”ansträngda formaten” inom radio och TV, och försäkrade fansen världen över att de skulle få uppleva musiken samtidigt och förebygga att materialet läcks innan utgivningsdatumet för den fysiska utgåvan. O'Brien sade att strategin att släppa albumet på egen hand resulterade i att det såldes färre exemplar, men att de tjänade mer pengar. En ”discbox”, innehållande en andra skiva från inspelningarna, vinyl- och CD-versionerna av albumet, samt en inbunden bok med konstverk såldes och skickades ut under slutet av 2007.
In Rainbows släpptes i fysiskt format i Storbritannien i december 2007 på XL Recordings, och i Nordamerika i januari 2008 på TBD Records, och blev listettor i både Storbritannien och USA. Albumets försäljningssuccé i USA – efter att ha varit tillgängligt i månader som gratis nedladdning – var Radioheads största framgång på topplistorna i det landet sedan Kid A, medan det blev deras femte album att gå upp som nummer ett i Storbritannien. Under det första året såldes In Rainbows i över tre miljoner exemplar. In Rainbows erhöll också extremt positiva recensioner, bland de bästa under hela Radioheads karriär; kritiker hyllade albumet för att ha ett mer lättförståeligt sound och att texterna hade en mer personlig prägel än de tidigare albumen. Albumet nominerades till Mercury Music Prize, och kom till att vinna 2009 års Grammy för ”Bästa alternativa album”. Produktionsteamet bakom albumet vann också en Grammy för ”Best Boxed or Special Limited Edition Package”, medan Radiohead själva för tredje gången nominerades för en Grammy i kategorin ”Årets album”. Förutom tre andra nomineringar till bandet själva nominerades också Nigel Godrichs produktionsarbete, samt musikvideon till ”House of Cards”.
Radiohead släppte ett antal singlar från In Rainbows. Den första, ”Jigsaw Falling into Place”, släpptes i Storbritannien i januari 2008. Den andra singeln från albumet, ”Nude”, gick upp som nummer 37 på Billboard Hot 100-listan, som Radioheads första låt att gå upp på den listan sedan ”High and Dry” 1995, samt deras första top 40-hitsingel i USA sedan ”Creep”. Radiohead fortsatte lansera låtar från In Rainbows som singlar och musikvideor; i juli släppte de en digitalt filmad video för ”House of Cards”. ”House of Cards”, tillsammans med ”Bodysnatchers”, gick upp som radiosinglar. I september annonserade bandet en fjärde singel, ”Reckoner”, samt en remixtävling liknande den de anordnade för ”Nude”. I april 2008 lanserade Radiohead W.A.S.T.E. Central, en social plattform för Radioheadfans.
EMI släppte ett greatest hitsalbum, Radiohead: The Best Of, i juni 2008. Sammanställningen gjordes utan att Radiohead hade något att säga till om, och innehöll bara låtar från tiden då bandet hade skivkontrakt med EMI, vilket utlöpte efter lanseringen av Hail to the Thief. Yorke uttryckte sitt missnöje å Radioheads vägnar: ”Vi har inte direkt haft några hits så vad exakt är syftet med detta? … Det är en bortkastad möjlighet som ifall vi hade stått bakom, och velat göra det, hade kunnat bli bra.”
Från mitten av 2008 till tidiga 2009 turnerade Radiohead i Nordamerika, Europa, Japan och Sydamerika, till förmån för In Rainbows. Bandet var huvudakt vid Reading and Leeds Festivals i augusti 2009.

### 2009–2012:The King of Limbs, två trummisar och scenkollaps i Toronto
I maj 2009 påbörjade Radiohead nya inspelningar med Godrich. I augusti samma år släppte bandet två singlar från dessa inspelningstillfällen via sin hemsida: ”These Are My Twisted Words”, och ”Harry Patch (In Memory Of”, en hyllning till Harry Patch, den siste överlevande brittiska soldaten som stridit i första världskriget, vars intäkter donerades till British Legion.
Radioheads enda konsert 2010 spelades i vid Henry Fonda-teatern i Los Angeles, till förmån för Oxfam. Biljetterna auktionerades ut och samlade ihop över en halv miljon US dollar till förmån för en insamling till offren till Jordbävningen i Haiti 2010. Den 30 augusti samma år släppte Selway sitt debutsoloalbum, Familial. I december släppted en hemmagjord video från Radioheads Oxfam-framträdande via Youtube och torrent med Radioheads stöd och en bifogad ”betala vad ni vill”-länk vars intäkter donerades tukk Oxfam. I september 2010 släppte Radiohead ljudinspelningar från sitt framträdande i Prag 2009, för att användas i en annan konsertvideo skapad av bandets fans. Radiohead for Haiti- och Live in Praha-videorna recenserades av mainstreammedia och beskrevs som exempel på bandets öppenhet gentemot fansen, och deras positiva inställning till icke-kommersiell internetdistribution.
Radiohead avslutade inspelningarna av sitt åttonde album i januari 2011. Albumet The King of Limbs annonserades på Alla hjärtans dag och gavs självständigt ut den 18 februari 2011 genom Radioheads hemsida. Det följdes av butikslanseringen av albumet CD- och vinylformat i mars, samt ett exklusivt ”newspaper album” i maj. Albumet sålde uppskattningsvis mellan 300 000 och 400 000 exemplar genom bandets webbplats; butiksversionen gick upp på en sjätteplats på Billboard 200-listan i USA, där den sålde i 69 000 exemplar första veckan. I Storbritannien gick albumet upp på en sjundeplacering på den brittiska albumlistan, och sålde i 33 469 exemplar under första veckan. Efter den noggranna inspelningen och den relativt traditionella rock-konstellationen på In Rainbows ägnade Radiohead en med ”spontan” process till att utveckla The King of Limbs, där de bland annat samplade sina egna tidigare inspelningar med turntables. The King of Limbs möttes av positiv kritik från de flesta musikkritiker, och fick en Metacritic-poäng på 80, vilket indikerar ”generellt goda recensioner” (”generally favorable reviews”). Albumet nominerades i fem kategorier under Grammy Awards 2012: ”Bästa alternativa album”, ”Best Boxed or Special Limited Edition Package”, ”Bästa kortmusikvideo” (för ”Lotus Flower”), ”Bästa rockframträdande” (”Lotus Flower”), samt ”Bästa rocklåt” (”Lotus Flower”). Två låtar som inte fanns med på The King of Limbs, men som togs fram under samma inspelningsprocess, ”Supercollider” och ”The Butcher”, släpptes som singlar den 16 april 2011. En serie remixer av låtar från The King of Limbs av olika artister sammanställdes på remixalbumet TKOL RMX 1234567, som släpptes i september 2011.

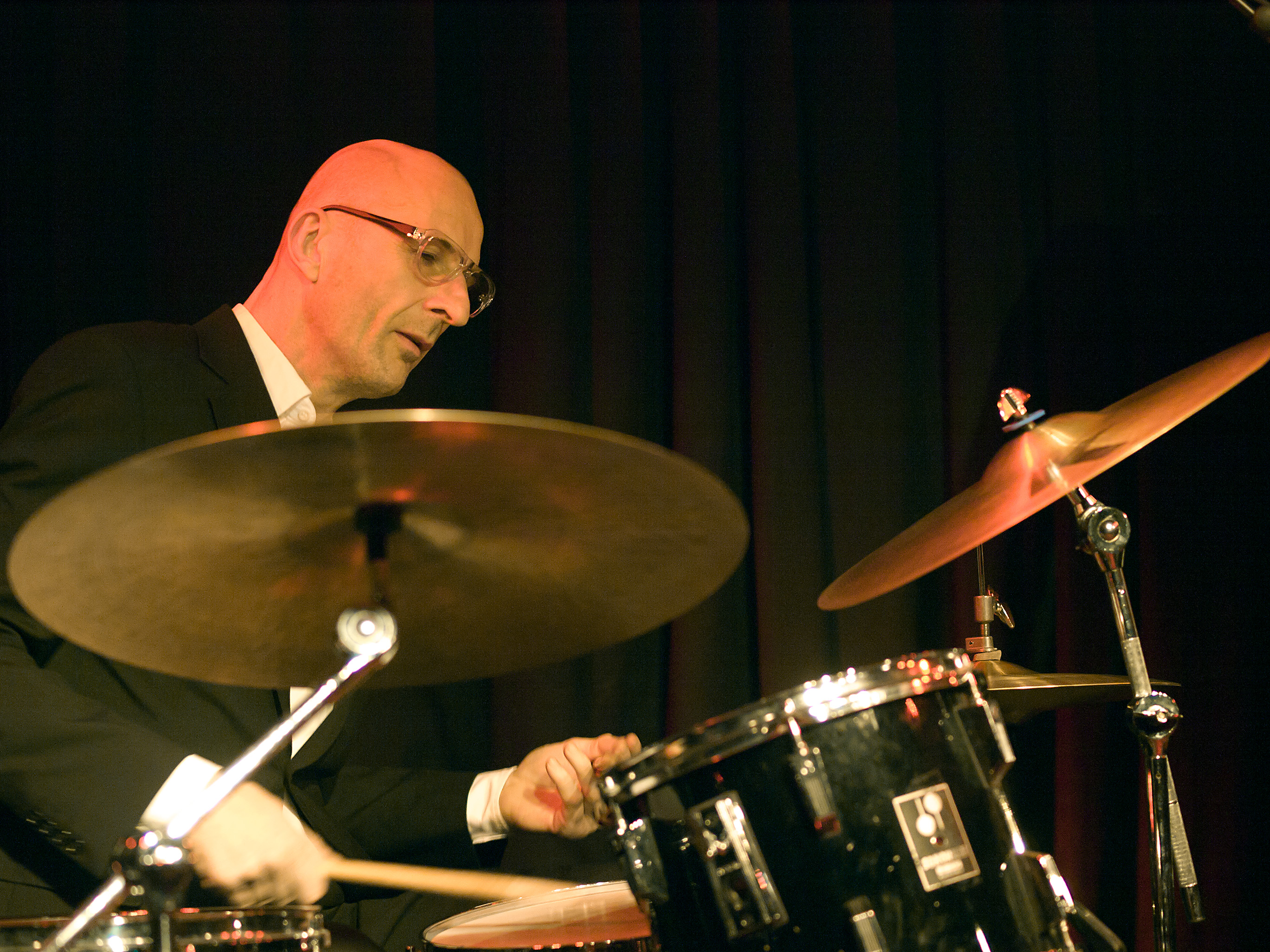
Turnétrummisen i Portishead, Clive Deamer, fotograferad 2011, medverkade på Radioheads King of Limbs-turné under 2012.

För att kunna framföra det mycket komplexa rytmiska King of Limbs-materialet live anställde Radiohead Clive Deamer, turnétrummis i Portishead, och spelade in en andra From the Basement-spelning, som senare släpptes som The King of Limbs: Live from the Basement i december 2011. Från inspelningen utgavs också ”The Daily Mail / Staircase”, en singel med dubbel A-sida, som släpptes som digital nedladdning den 19 december 2011. Deamer medverkade återkommande gånger under Radioheads framträdanden. Selway kommenterade uppsättningen med två trummisar med: ”Det var fascinerande. En spelade på det traditionella viset, medan en nästan härmade en trummaskin. Det var 'push and pull', som en barnlek, verkligen intressant.” Den 24 juni gjorde Radiohead ett överraskningsframträdande under 2011 års upplaga av Glastonburyfestivalen, där de framförde låtar från The King of Limbs inför publik för första gången. I september samma år spelade de under två tillfällen vid Roseland Ballroom i New York, och gjorde ett antal amerikanska TV-framträdanden, inklusive ett en timme långt specialavsnitt av The Colbert Report, samt vid säsongspremiären av Saturday Night Live. I februari 2012 påbörjade Radiohead sin första utökade turné i Nordamerika på fyra år, som inkluderade spelningar i USA, Kanada och Mexiko.
Den 16 juni 2012, en timme före insläppet skulle börja på Downsview Park i Toronto, som skulle vara Radioheads sista konsert under turnén i Nordamerika, kollapsade taket över platsens tillfälliga scen. Trumteknikern Scott Johnson avled i olyckan, och ytterligare tre medlemmar i Radioheads teknikerteam skadades. Kollapsen förstörde också den största delen av bandets ljusshow, såväl som många av deras instrument. Inga bandmedlemmar befann sig på scenen. Konserten ställdes in och turnédatumen i Europa sköts upp. Efter att ha lagt om datumen för turnén hyllade Radiohead Johnson, såväl som teknikerna, under deras nästa konsert i Nîmes, Frankrike i juli. Yorke skrev sedan att de lyckades avsluta turnén efter kollapsen var deras ”största prestation hittills.” I juni 2013 stämde Ontario Ministry of Labour Live Nation Canada Inc, Live Nation Ontario Concerts GP Inc, Optex Staging & Services Inc samt en ingenjör på 13 punkter, under The Occupational Health and Safety Act. Rättegången inleddes den 27 juni 2013 vid Ontario Court of Justice i Toronto.
Under turnén i USA i mitten av 2012 tillbringade Radiohead en dag i en inspelningsstudio tillsammans med den före detta White Stripes-gitarristen Jack White, och arbetade på två nya låtar. I april 2013 sade Yorke att låtarna var en ”oavslutad hemläxa”.

### 2013–: Avbrott, vidare soloarbete ochA Moon Shaped Pool

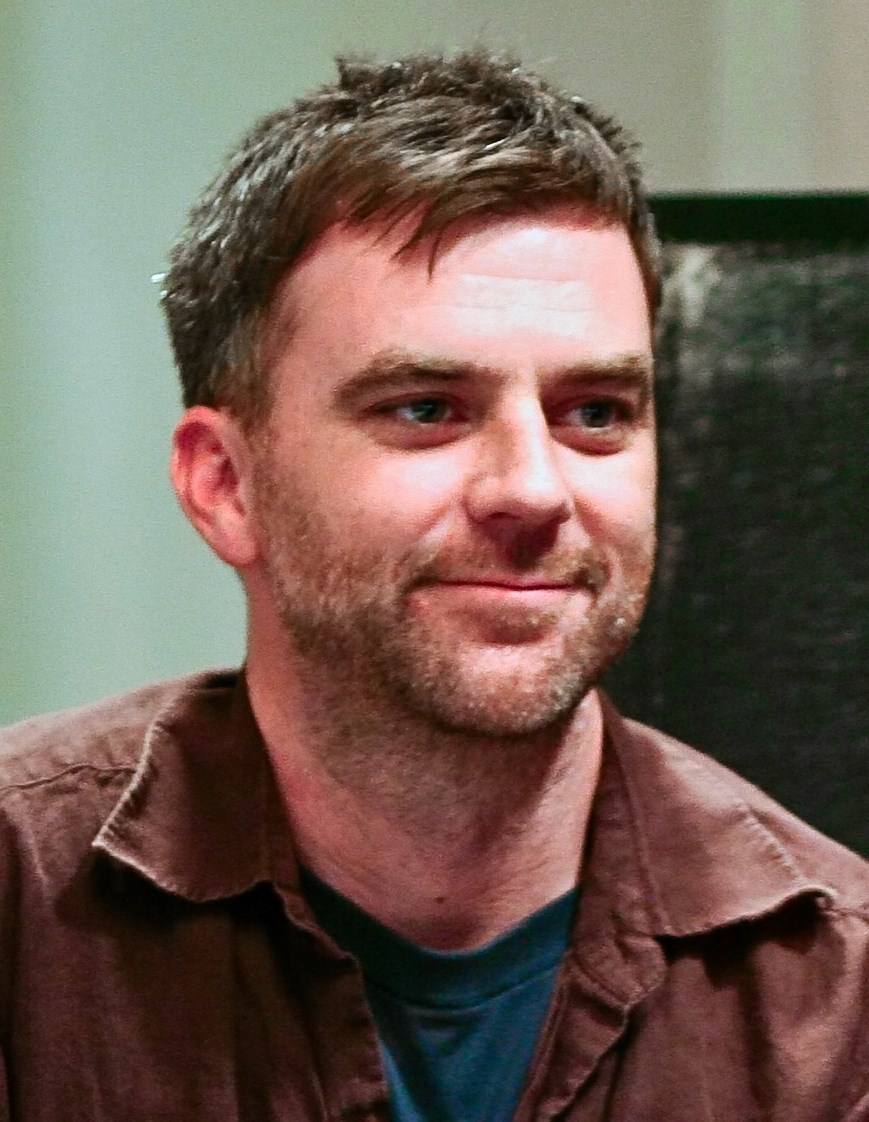
Paul Thomas Anderson regisserade musikvideon till ”Daydreaming”. Han har tidigare samarbetat med Jonny Greenwood i skapandet av filmmusik till ett flertal av hans filmer.

Efter King of Limbs-turnén, under vilken Radiohead framförde ett antal nya låtar, gjorde bandet ett nytt avbrott. I februari 2013 släppte Yorke och Godrich studioalbumet Amok, med sitt band Atoms for Peace. Den 11 februari 2014 släppte Radiohead mobilapplikationen Polyfauna, för Android- och iOS-telefoner. Applikationen är ett ”experimentellt samarbete” mellan Radiohead och Universal Everything, en brittisk studio för digital konst, och består av musikaliska och bildliga element från The King of Limbs. Den 26 september samma år släppte Yorke sitt andra soloalbum, Tomorrow's Modern Boxes, och den 7 oktober släppte Selway sitt andra soloalbum, Weatherhouse. Jonny Greenwood gjorde soundtracket till filmen Inherent Vice, som släpptes i oktober 2014; soundtracket innehåller bland annat en ny version av den tidigare outgivna Radiohead-låten ”Spooks”, som framförs av Greenwood tillsammans med två medlemmar från Supergrass. 2015 bidrog även Yorke med ett soundtrack, Subterranea, som användes till en installation av Radiohead-konstverket The Panic Office i Sydney, Australien.
I februari 2015 sade Selway till webbtidningen Drowned in Sound att Radiohead arbetat med ett nytt album från september till julen 2014, och skulle återgå till arbetet i mars 2015. Samma månad uttalade sig Greenwood till Pitchfork att Radiohead bytt metod igen, och att de numerade ”arbetade begränsat” och använde ”väldigt gammal och väldigt ny teknologi” tillsammans. I oktober 2015 rapporterades det att Radiohead stämt sitt tidigare skivbolag Parlophone, med härledning till nedladdningar av deras tidigare låtar.
På juldagen 2015 släppte Radiohead låten ”Spectre” via streamingtjänsten Soundcloud. Låten skrevs till James Bond-filmen med samma namn, men användes aldrig i filmen. Enligt Yorke ”fungerade det inte, men det blev ändå något av vårt eget som vi älskar väldigt mycket.” I mars 2016 annonserade Radiohead en världsturné planerad mellan maj och oktober samma år, med konserter bokade i Europa, Nordamerika och Japan. Senare samma månad berättade Stanley Donwood att han, tillsammans med bandet, hade arbetat en tid i södra Frankrike, men att det kommande albumet ännu inte var färdigställt.
Den 3 maj 2016 släpptes låten ”Burn the Witch”, som kom att bli den första singeln från det nya albumet, tillsammans med en stop motion-animerad musikvideo. Redan tre dagar senare, den 6 maj, släppte Radiohead den efterföljande singeln ”Daydreaming”, med en musikvideo regisserad av Paul Thomas Anderson. Musikvideon till ”Daydreaming” visades även i 35 mm-film på utvalda biografer. Radioheads nionde studioalbum, A Moon Shaped Pool, släpptes digitalt den 8 maj 2016, och i fysiskt format genom XL Recordings den 17 juni samma år. Det nya albumet innehåller ett antal låtar som skrivits flera år tidigare. Bland dessa låtar hittas bland annat ”True Love Waits”, som antas ha skrivits tidigare än 1995, som spelats in med kör- och stråkarrangemang av London Contemporary Orchestra, samt slagverk av Clive Deamer.
En turné efterföljande A Moon Shaped Pool påbörjades i maj 2016, återigen tillsammans med Deamer. Under turnén höll bandet konserter i Europa, Nordamerika och Japan. Den 11 juni samma år tillkännagav Radiohead ”Live From a Moon Shaped Pool”, vilket ägde rum i ett antal skivbutiker runt om i världen den 17 juni 2016. Bandets fans kunde då delta i en ”dagslång ljudström från bandet”, såväl som tävlingar, ”instruktiv konst”, samt andra aktiviteter.

## Stil och låtskrivande
| R.E.M (vänster) och Pink Floyd (höger) har varit stora influenser. |  | R.E.M (vänster) och Pink Floyd (höger) har varit stora influenser. |
| R.E.M (vänster) och Pink Floyd (höger) har varit stora influenser. |  |                                                                    |

Bland Radioheads tidigaste influenser finner man band och artister som Queen, Pink Floyd och Elvis Costello, postpunkband såsom Joy Division, Siouxsie and the Banshees och Magazine, samt en del av 1980-talets alternativa rockband såsom R.E.M, Pixies, The Smiths och Sonic Youth. Under mitten av 1990-talet började Radiohead ta till sig några av hiphopens inspelningsmetoder, då de inspirerades mycket av samplingsarbetet hos DJ Shadow. Det blev också intresserade av användandet av datorer för att generera ljud. Andra artister som gruppen inspirerades av var Miles Davis och Ennio Morricone, tillsammans med rockgrupper från 1960-talet såsom The Beatles och The Beach Boys, samt Phil Spectors ”wall of sound”-produktioner till olika tjejgrupper. Jonny Greenwod nämnde också kompositören Krzysztof Penderecki som en inspiration till soundet på OK Computer. Den elektroniska musiken i Kid A och Amnesiac inspirerades av Thom Yorkes beundran för datorgenererad musik. Under denna period influerades bandet också av olika jazz-akter, såsom Charles Mingus, Alice Coltrane och Miles Davis, men också av 1970-talets krautrockband såsom Can och Neu!. Jonny Greenwoods intresse för 1900-talets klassiska musik visade sig också, då influenserna från Penderecki och Olivier Messiaen var tydliga: I flera låtar på Kid A, och senare album, använder Greenwood en ondes Martenot, ett tidigt elektroniskt instrument som populariserades av Messiaen.
Medan de arbetade på Hail to the Thief lade Radiohead på nytt betoningen vid mer gitarrdriven rock. Sedan inspelningen av In Rainbows påbörjades har Radiohead nämnt en varierande skara av elektroniska, experimentella, hiphop- och rockmusiker som influenser, såsom Björk, M.I.A., Liars, Modeselektor och Spank Rock. Sedan de lämnade sitt huvudsakliga skivbolag har bandmedlemmarna intervjuats mindre och mindre, och lägger istället ofta upp ”office charts” över sina favoritlåtar för tillfället på sin blogg Dead Air Space. 2011 förnekade Yorke att Radiohead någonsin medvetet siktat på att ändra musikalisk inriktning eller att göra ”experimentell musik”, och sade att bandet ”konstant konsumerade musik” och att en varierande skara musiker alltid influerar deras arbete.
Sedan bildandet har den både musikaliska och textmässiga frontmannen varit Thom Yorke. Trots att Yorke står ansvarig för nästan alla låttexter är låtskrivandet en samarbetsprocess, och det har sagts i intervjuer att alla bandmedlemmarna har olika roller i låtskrivandet. Som ett resultat av detta tillskrivs ofta låtarna ”Radiohead”, istället för en enskild låtskrivare. Kid A/Amnesiac-inspelningarna skapade en ändring i Radioheads musikaliska stil, och en än mer radikal förändring i bandets arbetsmetod. Sedan övergången från mer traditionell rockmusik till en större vikt på elektroniska ljud har medlemmarna allt eftersom blivit mer flexibla och byter nu regelbundet instrument beroende på vad låten kräver. På Kid A och Amnesiac spelade Yorke keyboard och elbas, medan Jonny Greenwood ofta spelade ondes Martenot snarare än gitarr, basisten Colin Greenwood arbetade med samplingen, och O'Brien och Selway koncentrerade sig på trummaskkiner och digital manipulation av musiken, och fann genom detta olika sätt att införliva sina respektive förstainstrument, gitarr och percussion, i det nya soundet. De mer avslappnade inspelningssessionerna till Hail to the Thief ledde till en annan gruppdynamik inom bandet. Yorke i samband med det att ”[hans] makt inom bandet var totalt obalanserad och [att han] skulle omstörta alla andras makt till vilket pris som helst. Men… det är faktiskt mer sunt nu, demokratiskt sett, än vad det brukade vara.”

## Samarbeten
Radiohead har bibehållit en nära relation till flera återkommande medarbetare sedan början av karriären. Skivproducenten Nigel Godrich gjorde sig känd med Radiohead, då han arbetade med bandet som ljudtekniker sedan The Bends, och senare som bandets producent på alla sex studioalbum sedan OK Computer. Han har utnämnts till bandets ”sjätte medlem”, i likhet med när George Martin kallades för den ”femte beatlen”. Den grafiska designern Stanley Donwood mötte Thom Yorke medan de båda studerade konst vid universitetet, och har sedan 1994 tillsammans med Yorke producerat alla Radioheads albumomslag och visuella konstverk.
Doonwood och Yorke vann 2002 en Grammy för sin specialversion av Amnesiac, paketerad som en biblioteksbok. Dilly Gent har varit ansvarig för alla Radioheads musikvideor sedan OK Computer, och hjälper dem att hitta en lämplig regissör till varje projekt. Sedan Radiohead startades har Andi Watson varit bandets ljus- och scenregissör, och har designat de visuella faktorerna under Radioheads livekonserter, såsom den koldioxidneutrala ”LED-skogen” under In Rainbows-turnén. Bandets ansvarige livetekniker, Pete Clements, eller ”Plank”, har arbetat med bandet sedan innan The Bends med att se över instrumentens inställningar innan studioinspelningar och liveframträdanden.

## Medlemmar
- Colin Greenwood – basgitarr, keyboard, percussion (1985–)
- Jonny Greenwood – gitarr, keyboard, ondes Martenot, analoga synthesizers, trummor (1985–)
- Ed O'Brien – gitarr, percussion, bakgrundssång, trummor (1985–)
- Philip Selway – trummor, percussion, bakgrundssång (1985–)
- Thom Yorke – sång, gitarr, keyboard, piano, basgitarr (1985–)

Livemedlemmar
- Clive Deamer – trummor, percussion, bakgrundssång (2011–)

## Diskografi
- Pablo Honey (1993)
- The Bends (1995)
- OK Computer (1997)
- Kid A (2000)
- Amnesiac (2001)
- Hail to the Thief (2003)
- In Rainbows (2007)
- The King of Limbs (2011)
- A Moon Shaped Pool (2016)